# Ferme de corps
Une ferme de corps (en anglais : body farm), appelée aussi ferme de cadavres, est un établissement de recherche et de formation étudiant la décomposition du corps humain après la mort, afin de faire progresser la médecine légale.
Il existe en 2015 cinq complexes de ce genre aux États-Unis et un complexe a été créé en 2016 par l'université de technologie de Sydney, en Australie,,.

## Utilité
Plusieurs disciplines légales et connexes tirent profit des études faites dans les fermes des morts, telles que les forces de l’ordre, les médecins légistes et la police scientifique.
Ces recherches aident les enquêteurs à développer leur compréhension des processus de décomposition et à produire de meilleures méthodes pour déterminer l’heure exacte d’un décès ou le lieu de la décomposition du corps. Les effets de la température, de l'humidité, du type de sol,, de la saison, des conditions de la mort, de la masse corporelle, de la biodiversité du milieu (présence d'insectes, acariens, et autres organismes nécrophages ou nécrophiles, comme les champignons ou les bactéries…), etc. y sont étudiés en condition réelle ou dans des conditions proches de celles des enquêtes policières ou des études archéopaléontologiques.
Ce sont aussi des lieux pédagogiques et d'enseignement : le Bureau fédéral d’investigation américain (FBI) organise des cours de formation à la ferme des corps de l’université du Tennessee afin de familiariser les agents à des scènes de crime où il leur faut exhumer des corps.

## Histoire
Ces complexes d'étude scientifique sont apparus alors que la justice criminelle a pu et a voulu profiter des données scientifiques pour améliorer ses moyens d'enquête criminelle en s'appuyant sur les progrès de la médecine légale. De nombreux travaux ont été basés sur l'étude de la décomposition à l'air, dans le sol, sous l'eau de cadavres animaux, mais avec certaines limites dues aux différences entre l'organisme humain et ceux des animaux utilisés. Plusieurs complexes d'études se sont alors orientés vers l'utilisation de cadavres humains.
Cette démarche s'inscrit dans une vocation ancienne de connaissance de l'anatomie humaine à des fins de diagnostic post mortem où la médecine cherche à comprendre et classer les causes de la mort (maladie, crime, suicide, accident), via l'observation, la dissection et l'autopsie (nécroscopie, nécropsie) quand elles peuvent mettre au jour des « évidences » matérielles objectivant l'origine et les processus en cause dans la mort puis la décomposition (naturelle ou non). Cette observation est directe (position et état des restes) et indirecte (présence/absence de bioindicateurs ou de leurs traces…). Elle s'inscrit aussi dans les évolutions du droit et de la « condition juridique du corps humain avant la naissance et après la mort ».
L'utilisation de cadavres pose des questions éthiques et morales complexes.
Concernant l'origine des corps utilisés, historiquement, il s'agissait souvent de « corps non réclamés » confiés à la ferme des corps par des médecins légistes. Mais cette tendance est en train de changer depuis la fin du XXe siècle. Certains auteurs mettent en avant des considérations morales basées sur l'idée qu'utiliser à des fins médicales et/ou scientifiques des corps non réclamés est une violation de l'autonomie (faute de consentement préalablement donné par l'individu). D'autres ont estimé que la notion de choix autonome étendue à son propre cadavre ne peut juridiquement exister que dans la mesure où des souhaits sont émis avant la mort, et qu'en l'absence d'intention préalable exprimée et alors que ces études présentent une dimension d'intérêt général, il est acceptable pour des institutions spécialisées et œuvrant dans un cadre rigoureux de recevoir des corps donnés par des médecins légistes ou des membres de la famille de la personne décédée. D'autres questions philosophiques liées au don, au consentement et à l'autonomie ont été discutées, tout en étant mises en balance avec les avantages de telles études pour la médecine légale et plus généralement pour la Recherche, car les connaissances développées dans les fermes des corps, peuvent aussi profiter et être mises en relation à l'anthropologie, la paléontologie et à l'archéopaléontologie.

## Complexes aux États-Unis

### University of Tennessee - Knoxville: Forensic Anthropology Facility(FAC)
La première « ferme des corps » à avoir vu le jour est le Complexe d’anthropologie légale de l’université du Tennessee (University of Tennessee - Anthropology Research Facility) à quelques kilomètres d’Alcoa Highway (en) à Knoxville, Tennessee, derrière le centre médical de l’université du Tennessee (University of Tennessee Medical Center). Le complexe fut créé en 1980 par le docteur William M. Bass, anthropologue, après qu’il eut réalisé qu’il n’existait aucune installation de ce type permettant d’étudier spécifiquement la décomposition.
Sur un terrain boisé d’une superficie de 12 140 m2, entouré d’une clôture en fil de fer barbelé, des corps, provenant de sources diverses, sont éparpillés. Certains des cadavres n’ont pas été réclamés au bureau du médecin légiste, tandis que plus de 300 personnes ont volontairement fait don de leur corps à la ferme. Les corps sont exposés de plusieurs façons afin de fournir des informations sur la décomposition sous diverses conditions : certains sont laissés en plein air, d’autres enterrés dans des tombes peu profondes ou emmurés dans des tombeaux, certains autres sont même laissés dans des coffres de voiture.
Les enseignements prodigués par l'université portent notamment sur la manière dont les ossements humains peuvent être utilisés pour estimer l'âge, le sexe, l'ascendance et la structure des restes squelettiques ; comment des composés organiques et inorganiques encore présents dans les cellules du corps durant le cycle de la décomposition peuvent être utilisés pour estimer le moment et éventuellement certaines causes ou circonstances de la mort ; et les effets de l'exposition au soleil sur la décomposition d'un cadavre humain.

### Western Carolina University: Forensic Osteology Research Station(FOREST)
Un autre complexe aux États-Unis, très similaire au premier, est situé à la Western Carolina University à Cullowhee en Caroline du Nord et fait partie du Western Carolina Human Identification Laboratory. Il a été ouvert en 2006 et fait partie du programme d’anthropologie légale de la WCU (en) sur quelques hectares mis de côté sur un terrain nouvellement acheté. Ce complexe de 312 m2 (58 × 58 pieds), dirigé par Cheryl A Johnston, est un petit site ne pouvant pas accueillir plus de dix corps simultanément même si une autre source, plus récente, annonce 20. Le complexe permet d’étudier la décomposition dans l’environnement montagneux de l’ouest de la Caroline du Nord et est aussi utilisé pour l’entraînement de chiens de recherche de personnes.

### Texas State University: the outdoor Forensic Anthropology Research Facility(FARF)
C'est à ce jour le plus grand complexe de recherche à ciel ouvert sur la décomposition des cadavres humains (10 ha, soit 26 acres). Il fait partie du Forensic Anthropology Center de l’État du Texas, au sein du département d'anthropologie (Texas State University-San Marcos Department of Anthropology). Il a été ouvert en 2008, après de nombreuses protestations et objections émises par des riverains et par l’aéroport voisin (préoccupé par le risque posé aux avions par de potentiels vautours). Il est situé le long de la Freeman Ranch Road (en) à San Marcos au Texas.
Ce site a notamment accueilli (en 2010) une première étude sur les effets des vautours sur la décomposition d'un cadavre et la dispersion des restes : dans ce cas, de premiers vautours sont apparus après quelques jours. Ils se sont attaqués aux yeux, puis le cadavre n'a pas été touché durant un mois environ (sans doute à cause des basses températures de fin d'automne et du début d'hiver dans cette région). Puis, le 26 décembre 2009, un groupe d'une trentaine de vautours est venu, nettoyant presque complètement le cadavre en seulement cinq heures (alors que les chercheurs pensaient qu'ils leur faudrait une journée entière). Les vautours sont revenus durant 15 semaines environ sur le site et ont dispersé les éléments du squelette sur plus de 80 m2,. La consommation des chairs et la dispersion des restes puis des os s'est faite 37 jours environ après la mise en place du cadavre. Cette étude a mis en évidence le potentiel d'erreurs de détermination de la durée depuis la mort dans les lieux où des vautours ont pu intervenir. L'analyse spatiale a également montré que les éléments du squelette ont été dispersés par les vautours à des altitudes plus basses que celle du lieu de dépôt du cadavre, et que la désarticulation et la dispersion des éléments du squelette se produisent dès le début de la séquence de nettoyage du squelette

### Southern Illinois University: Complex for Forensic Anthropology Research(CFAR)
Le site du CFAR (Complex for Forensic Anthropology Research) a été créé par le département d'anthropologie de l'université. L'objectif principal de la recherche est d'améliorer la compréhension les dynamiques de décomposition des cadavres dans l'environnement spécifique du sud de l'Illinois. La volonté de passer de l'étude de carcasses d'animaux à l'étude de la décomposition de cadavres humain a nécessité la mise en place d'une charte ou politique établissant les tenants et les aboutissants du site. Ce site fait environ 1/3 d'acre de terrain engazonné

### Southeast Texas: Applied Forensic Science Facility(STAFS)
L'intérêt de ce site est de répondre aux besoins d'étude de la décomposition des cadavres sous un climat subtropical et humide. Il s'agit d'un site de 1 acre (0,4 ha) de sécurité maximale à proximité de la forêt National Sam Houston. Ce site a ouvert officiellement en juillet 2009 mais, entre mars 2009 et octobre 2011, 46 cadavres y ont été étudiés. Jamais plus de 15 corps n’ont été déposés simultanément sur le site. Ce site présente l'originalité de disposer d'un système de lagunage qui récupère les eaux de ruissellement provenant de la ferme de corps. Jusqu'à présent les résultats ne montrent pas un fort impact de la décomposition des corps sur la qualité des eaux mais ce système, en place, permettra de poursuivre les observations.

## Projets de création

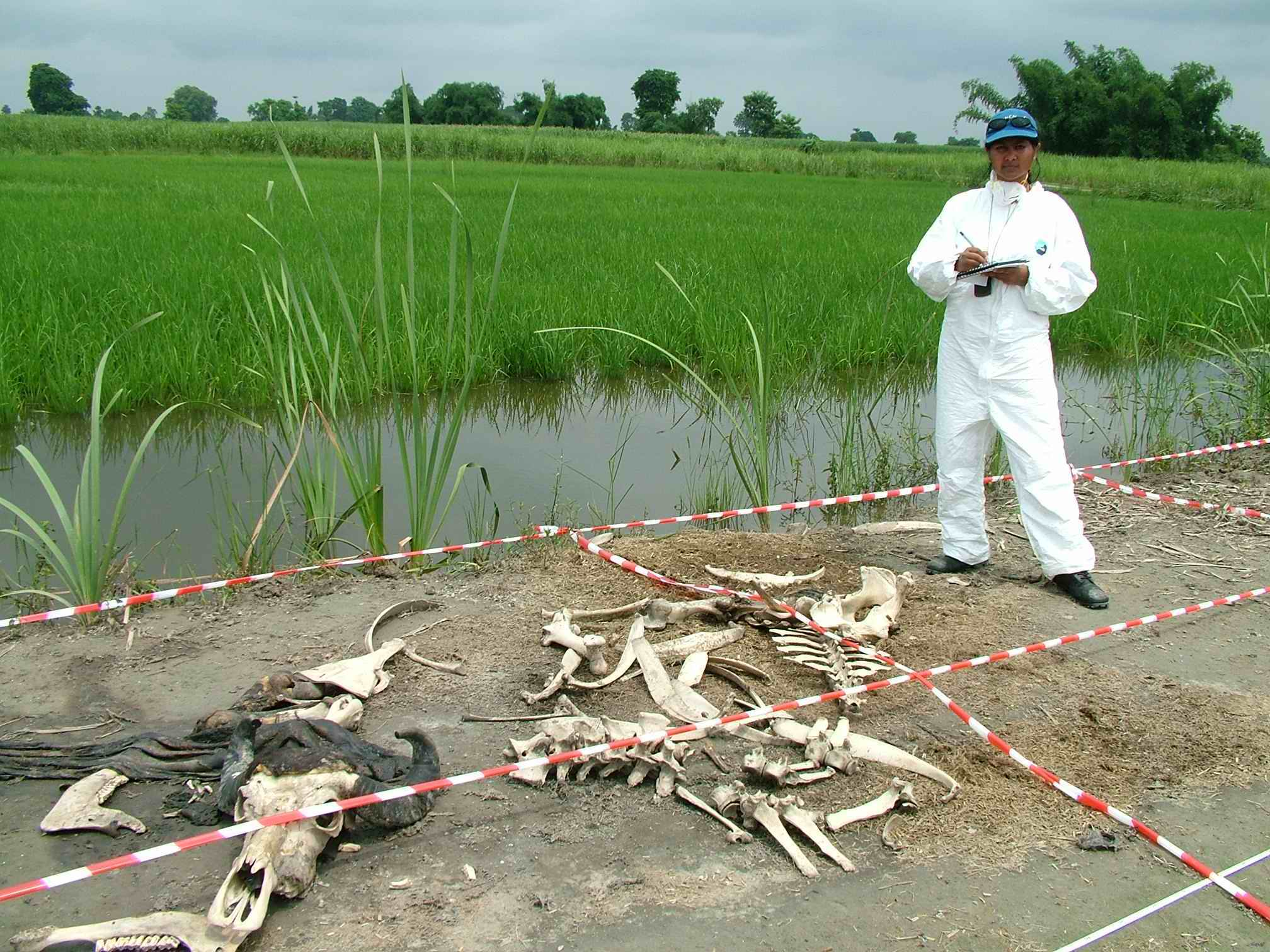
Chercheuse étudiant la décomposition d'un cadavre animal (bétail), dans le cadre d'un projet qui pourrait éventuellement évoluer en une Ferme des corps.

### États-Unis

#### Colorado Mesa University: Forensic Investigation Research Station(FIRS)
Cette ferme est ouverte actuellement[Quand ?] mais pour des cadavres d'animaux.
Après une première proposition en 2010, Colorado Mesa University (en) relance le projet, en 2012, d'ouvrir une ferme des corps. Les premiers cochons y sont étudiés en septembre 2012. Actuellement[Quand ?], l'université effectue les démarches pour avoir l'autorisation d'y étudier les cadavres humains. La particularité de ce site est son extrême aridité (218 mm/an de pluie et 60 % d'humidité).

#### Fox Valley Technical College: Forensic Field Training
D'après certaines sources, l'ouverture de cette ferme était planifiée pour mi-2015 mais la présidente du collège a jugé nécessaire de rappeler, en avril 2014, qu'il s'agissait pour l'instant d'un projet qui a débuté en 2009 avec un référendum en 2012 mais que la date d'ouverture n'était pas fixée.
Le projet de création d'une ferme des corps sur ce site a pour objectif d'être un site d'étude de la décomposition des cadavres sous un climat froid. Les chercheurs pourront notamment y conduire des expériences visant à mieux comprendre les processus de momification des tissus à des températures inférieures à 0 °C et également d'observer comment la faune dépendante de ces cadavres (nécrophages, charognards, etc.) se comporte vis-à-vis de corps congelés.

### Royaume-Uni

#### Taphonomic Research in Anthropology: Centre for Experimental Studies(TRACES)
La School of Forensic and Investigative Sciences de l'université du Lancashire central (UCLAN) : a mis en place, en mai 2009 le Taphonomic Research in Anthropology : Centre for Experimental Studies (TRACES), espace de 13 acres (un peu plus de 5 ha), de prairies et de forêts, dédié à la taphonomie sur modèle animal. Le projet de développer des recherches sur les cadavres humains est semble-t-il en cours sans plus d'informations.

#### Autres projets
Selon une information datée de 2011, la société Omega Supplies UK Limited aurait la volonté de financer la création d'une ferme des corps dans le comté du Lincolnshire.

### Inde
Roma Khan, à la tête de l’investigative scientific and anthropological analysis facility (INSAAF) à Bombay, en Inde, a entamé les premières étapes pour créer dans ce pays, une ferme sur le modèle de celles existant aux États-Unis,.

### Australie
Une ferme des corps a été créée en Australie, non loin de Sydney, par des experts légistes australiens et sous l'égide de Shari Forbes de l'Université de Technologie de Sydney (UTS), afin de pouvoir étudier la décomposition des corps humains dans les environnements australiens, car les données acquises in situ sur des cadavres de porcs sont insuffisantes, et les données issues des fermes de corps des États-Unis ne peuvent être extrapolées à l'environnement australien.

## Fictions inspirées
La ferme des corps de l’université du Tennessee a inspiré Patricia Cornwell pour son thriller La Séquence des corps (Body Farm).
La ferme a également inspiré Franck Thilliez pour son livre La Forêt des ombres.
Le docteur William M. Bass a écrit ses mémoires avec Jon Jefferson sous le titre La Ferme des corps (Death’s Acre).
L’auteur et journaliste Mary Roach visita la ferme du Tennessee et relata son expérience dans un chapitre de son livre sur l’utilisation et la manipulation des cadavres, Macchabées : La vie mystérieuse des cadavres (Stiff: The Curious Lives of Human Cadavers).
La ferme des corps du Tennessee est aussi apparue dans plusieurs séries télévisées telles que Dead Zone (The Dead Zone, saison 4, épisode 10), Les Experts (CSI: Crime Scene Investigation, saison 2, épisode 15), ou encore CSI: Vegas (saison 1, épisode 5).
Une installation légale similaire apparaît dans New York, unité spéciale (Law and Order : Special Victims Unit, épisode 45). Bien que située à New York, la « Ferme » duplique en réalité les procédures utilisées par l’institution éponyme. De même, dans l'épisode 17 de la sixième saison de Bones, Temperance Brennan enquête après avoir retrouvé plusieurs corps en provenance d'une ferme du même genre située à la frontière entre les États-Unis et le Canada.
À travers la saison six de la série britannique Meurtres en sommeil (Waking the Dead), on voit la pathologiste légale Eve Lockhart étudier des corps de sa ferme à divers états de décomposition, et en expliquer les résultats à ses collègues. Cette ferme des corps est présumée se trouver dans les environs de Londres.